# Blyberg
Blyberg is een plaats in de gemeente Älvdalen in het landschap Dalarna en de provincie Dalarnas län in Zweden. De plaats heeft 115 inwoners (2005) en een oppervlakte van 39 hectare.